# Бета Ящерицы
Бета Ящерицы (Beta Lac, β Lacertae, β Lac, 3 Ящерицы) — четвёртая по яркости звезда в созвездии Ящерицы, жёлтый гигант. Видимая звёздная величина +4.43 (видна невооружённым глазом).